# Le P'tit Bal du samedi soir et autres chansons réalistes
Albums de Renaud
Renaud à Bobino
(1980) Le Retour de Gérard Lambert
(1981)
Le P’tit Bal du samedi soir et autres chansons réalistes est un album de Renaud. Il s’agit de l’enregistrement de la première partie de son concert à Bobino. Il interprète plusieurs chansons populaires de la fin du XIXe siècle et du début du XXe siècle.

## Titres
| 1.    | Lézard                                                                     | Aristide Bruant                    | Renaud / Joss Baselli    | 1:24 |
| 2.    | C’est un mauvais garçon (interprétée précédemment par Henri Garat)         | Jean Boyer                         | Georges van Parys        | 3:09 |
| 3.    | Du gris (interprétée précédemment par Berthe Sylva)                        | E. Dumont                          | F. L. Bénech             | 3:18 |
| 4.    | Tel qu’il est (interprétée en 1936 par Fréhel)                             | Maurice Vandair / Charlys          | M. Alexander             | 3:57 |
| 5.    | C’est un mâle (interprétée en 1933 par Fréhel)                             | Charlys                            | Charlys                  | 3:02 |
| 6.    | La Zone (inédit)                                                           | M. Hely                            | J. Jekyll                | 4:01 |
| 7.    | Le P’tit Bal du samedi soir (interprétée précédemment par Georges Guétary) | Jean Dréjac / Jean Delettre        | Charles Borel / C. Clerc | 2:48 |
| 8.    | Un chat qui miaule (interprétée en 1935 par Fréhel)                        | G. Zwingel                         | René Pensiti             | 4:05 |
| 9.    | Rue Saint-Vincent                                                          | Aristide Bruant                    | Aristide Bruant          | 2:58 |
| 10.   | La Java                                                                    | Albert Villemetz / Jacques Charles | Maurice Yvain            | 2:25 |
| 11.   | La Jeune Fille du métro (Arrangement de G. Breton)                         | Louis Hennevé                      | Gaston Gabaroche         | 2:48 |
| 12.   | La Butte rouge                                                             | Gaston Montéhus                    | Georges Krier            | 3:28 |
| 13.   | La Plus bath des javas                                                     | Georgius                           | Trémolo                  | 3:26 |
| 36:46 |                                                                            |                                    |                          |      |

## Personnel
- Renaud : chant
- Jacky Giraudot : guitare
- Joss Baselli : accordéon
- Hermes Alesi : basse
- Pascal Basile : batterie